# New Five Time/Vola Bambino
New Five Time/Vola Bambino è un singolo di Cristina D'Avena e Pepero, pubblicato nel 1983.

## I brani
New Five Time è un brano musicale inciso da Cristina D'Avena e dal pupazzo Five, (doppiato da Marco Columbro), come sigla del programma televisivo Five Time, dedicato ai bambini. La canzone è stata scritta da Alessandra Valeri Manera su arrangiamenti di Augusto Martelli.
Vola bambino è un brano musicale inciso da Pepero come sigla italiana dell'anime Pepero. Il brano è stato scritto da Alessandra Valeri Manera e Paola Blandi, su musica di Giuseppe Cantarelli.

## Tracce
- LP: FM 13030

Lato A
Testi di Alessandra Valeri Manera, musiche di Augusto Martelli; edizioni musicali Canale 5 Music Srl.
1. Cristina D'Avena – New Five Time (feat. Marco Columbro) – 3:40

Lato B
Testi di Alessandra Valeri Manera e Paola Blandi, musiche di Giuseppe Eugenio Cantarelli; edizioni musicali Blue Team Music/Canale 5 Music Srl.
1. Pepero – Vola Bambino – 3:21

## Produzione
- Alessandra Valeri Manera – Produzione artistica e discografica
- Direzione Creativa e Coordinamento Immagine Mediaset – Grafica

## Produzione musicale e formazione

### New Five Time
- Augusto Martelli – arrangiamento, direzione orchestra
- Orchestra di Augusto Martelli – esecuzione

### Vola Bambino
- Marzio Paretti – arrangiamento

## Pubblicazioni all'interno di album, raccolte e singoli
New Five Time e Vola Bambino sono state inserite all'interno di alcuni album della cantante.
| Anno | Album o EP                     | Titolo        | Versione           |
| ---- | ------------------------------ | ------------- | ------------------ |
| 1983 | Fivelandia                     | New Five Time | Versione originale |
| 1983 | Fivelandia                     | Vola Bambino  | Versione originale |
| 1983 | Memole dolce Memole            | New Five Time | Versione originale |
| 2006 | Fivelandia 1 & 2               | New Five Time | Versione originale |
| 2006 | Fivelandia 1 & 2               | Vola Bambino  | Versione originale |
| 2006 | Fivelandia 1                   | New Five Time | Versione originale |
| 2006 | Fivelandia 1                   | Vola Bambino  | Versione originale |
| 2018 | Fivelandia Reloaded - Volume 1 | New Five Time | Versione originale |
| 2018 | Fivelandia Reloaded - Volume 1 | Vola Bambino  | Versione originale |